# 新點 (印第安纳州)
新點（英語：New Point）是一個位於美國印地安納州第開特縣的城鎮。

## 地理
新點的座標為39°18′34″N 85°19′46″W / 39.30944°N 85.32944°W，而該地的平均海拔高度為300米（即984英尺）。

## 人口
根據2010年美國人口普查的數據，新點的面積為0.74平方千米，當中陸地面積為0.74平方千米，而水域面積為0.00平方千米。當地共有人口331人，而人口密度為每平方千米447人。